# Ібани

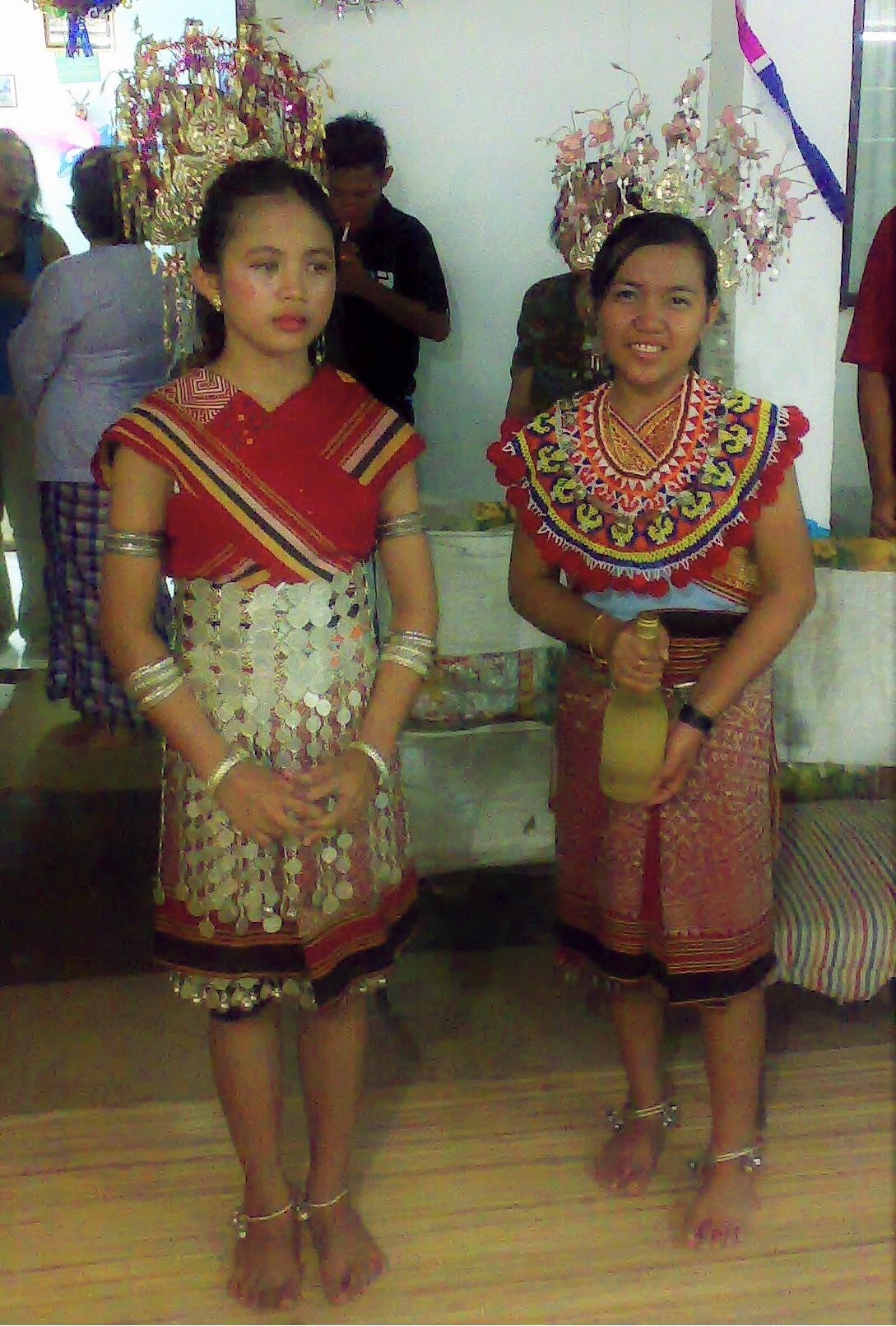
Ібанські дівчата у святковому одязі

Іба́ни (морські даяки) — народ групи даяків у Східній Малайзії, в Індонезії та на Брунеї. Загальна чисельність даяків 3,7 млн осіб. Розселені по долинах річок у внутрішніх областях острова, невелика частина заселяє берегові райони штату Саравак (Малайзія) і гирла річок Кахаян і Капуас. Включають понад 400 дрібних та великих етнічних спільнот. Чисельність народу ібани - близько 550 тис. осіб. Віросповідання: християнство, зберігаються традиційні вірування.

## Мова
Ібанська (мова морських даяків) — одна з австронезійських мов, входить до малайсько-даякську групу західнозондської зони. Поширена у Малайзії в штаті Саравак. Число тих, хто говорить, — близько 430 тисяч осіб. Переважають аналітичні способи вираження граматичного значення. Писемність на латинській графічній основі. Хоча ібанська мова не має жодного офіційного статусу, нею видано ряд книг, ведеться радіомовлення; з 1945 року викладається як предмет у початковій школі.

## Рід занять
Основа традиційного господарства — підсічно-вогневе ручне суходільне рисосіяння (у тому числі на експорт в обмін на сакральні цінності у вигляді старовинної порцеляни, браслетів). Розвинене річкове рибальство, а також ковальське, ткацькі ремесла, обробка дерева, в тому числі будівництво човнів та кораблів.

## Житла
Традиційне поселення - пальовий довгий будинок (до 300 м), розділений на відкриту загальну веранду і однокамерні приміщення. Стіни та дах з пальмового листя. Будинок населяли понад 10 великих сімей із трьох поколінь ("білек"). Декілька споріднених білек у довгих будинках створювали ендогамні спільності, всередині яких заборонялася війна та полювання за головами. Філіація білатеральна, шлюб білокальний.

## Одяг
Традиційний одяг: корсети з ротанга в жінок, стегнова пов'язка у чоловіків. Але вона поступово витісняється європейським та малайським одягом; і чоловіки і жінки носять прикраси — браслети тощо.

## Їжа
В основі традиційної їжі - рис, риба.

## Культура
Розвинена міфологія; очолює пантеон небесний деміург Сенгаланг Буронг, персоніфікація якого — птах-носоріг. Поширені культ рису, шаманізм, ворожіння по польоту птахів, до середини XX століття — полювання за головами та людські жертвопринесення.

## Відомі особистості
- Генрі Голдінг - малайзійський актор.